# Serop Simonian
Serop Ohan Simonian (* 1. Januar 1941 in Kairo) ist ein armenischstämmiger deutscher Antikenhändler.

## Leben
Nach der Schulausbildung in Kairo kam er im Herbst 1960 nach Deutschland und besuchte zunächst das Studienkolleg für ausländische Studienbewerber in Frankfurt und nahm dann zum Wintersemester 1961/62 ein Studium der Betriebswirtschaft an der Universität Frankfurt auf und wechselte nach einem Semester an die Universität Göttingen. Zum Wintersemester 1966/67 wechselte er zum Studium der Ägyptologie, Semitistik und Islamwissenschaft. 1976 wurde er in Göttingen in Ägyptologie mit der Dissertation Untersuchungen zum Bilderschmuck der ägyptischen Holzsärge der XXI.-XXII. Dynastie promoviert. In Hamburg betrieb er danach die „Galerie Antiker Kunst Dr Serop Simonian GmbH“, die 2011 aufgelöst wurde. Später betrieb er die Firma „Dionysos Ancient Coins & Antiquities“. Er handelte vorwiegend mit antiker Kunst aus Ägypten. Dabei war er in den illegalen Antikenhandel verstrickt und geriet immer wieder in die Medien. 2004 verkaufte er den gefälschten Artemidor-Papyrus, den er angeblich 1971 erworben hatte, als echt für 2.750.000 Euro an die Fondazione per l'Arte e la Cultura della Compagnia San Paolo di Torino. In diesem Zusammenhang wurde er 2018 in Italien verurteilt.
2020 wurden seine Galerieräume und seine Wohnung in Hamburg durchsucht, im März 2022 wurde der für ihn tätige Händler Roben Dib verhaftet, im September 2023 wurde Simonian in Hamburg festgenommen und nach Frankreich ausgeliefert, da er in einen schwerwiegenden Fall von illegalem Antikenhandel verwickelt ist. In den Fall sind auch deutsche Museen verwickelt.
Mehrere von ihm an amerikanische Sammlungen verkaufte Objekte wurden an Ägypten zurückgegeben.